# بخش ایگوآزی
بخش ایگوآزی (به اسپانیایی: Departamento Iguazú) یک منطقهٔ مسکونی در آرژانتین است که در استان میسیونس واقع شده‌است.